# Zuideinde (Kampen)
Zuideinde is een buurtschap die zowel in de gemeente Kampen (Overijssel) als in de gemeente Oldebroek (Gelderland) ligt. In Zuideinde bevindt zich het landgoed Wittenstein. Op de plek van de havezate werd in 1949 een nieuw landhuis gebouwd.

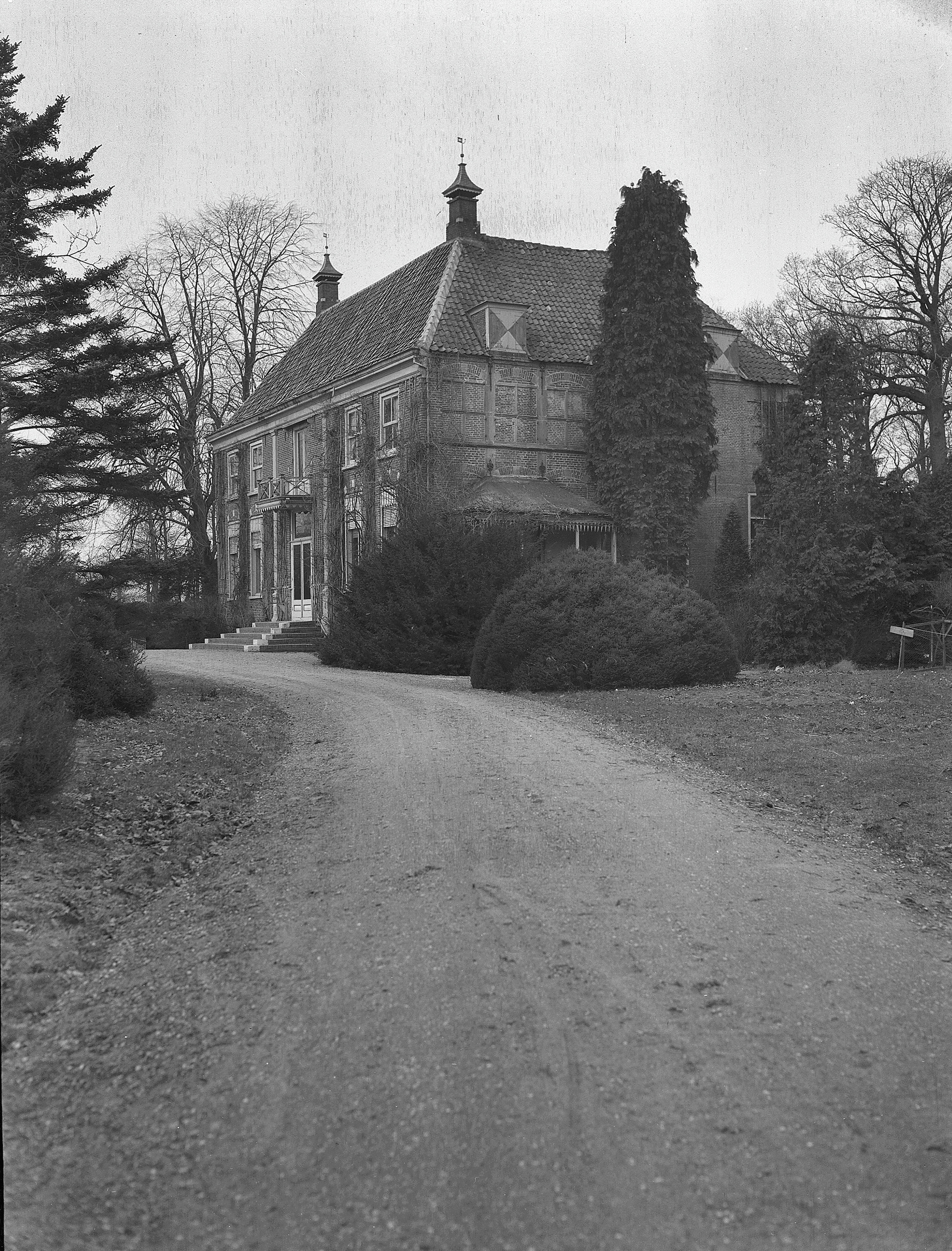
De oude havezate Wittenstein in 1939

Stad: Kampen      Dorpen: Grafhorst · 's-Heerenbroek · IJsselmuiden · Reeve · Wilsum · Zalk

Buurtschappen: Bisschopswetering · De Heuvels · Hogeweg · Kampereiland · Kamperveen · Mastenbroek (deels) · Nieuwstad · Oosterholt · De Roskam · Veecaten · De Zande · Zuideinde (deels) · Zwartendijk 

Overijssel · Steden en dorpen in Overijssel      Nederland · Provincies · Gemeenten
Dorpen: Hattemerbroek · Kerkdorp · 't Loo · Noordeinde · Oldebroek · Oosterwolde · Wezep

Buurtschappen: Bovenveen · Duinkerken · Eekt · Mullegen · Posthoorn · Trutjeshoek · Voskuil · Zuideinde (deels)

Gelderland: Steden en dorpen in Gelderland      Nederland: Provincies · Gemeenten